# هندوانه چشمک زن
هندوانه چشمک زن (انگلیسی: Twinkling Watermelon؛‏ کره‌ای: 반짝이는 워터멜론) یک مجموعه تلویزیونی کره جنوبی سال ۲۰۲۳ به کارگردانی سون جونگ هیون و با بازی ریو اون، چوی هیون ووک، سول این آه و شین اون سو است. این مجموعه از ۲۵ سپتامبر تا ۲۴ نوامبر ۲۰۲۳، روزهای دوشنبه و سه‌شنبه ساعت ۲۰:۵۰ (کی‌اس‌تی) از تی‌وی‌ان پخش شد. هندوانه چشمک زن مجموعه همچنین برای استریم در ویکی در مناطق منتخب قابل دسترسی است.

## بازیگران

### اصلی
- ریو اون در نقش اون گیول[۴]
- چوی هیون ووک در نقش لی چان[۴]
- سول این آه در نقش چوی سه کیونگ[۱۱]
  - لی سو یون در نقش بزرگسالی چوی سه کیونگ[۱۲]
- شین اون سو در نقش یون چونگ آه[۱۳]